# Richard Jeni
Richard Jeni, nome d'arte di Richard John Colangelo (New York, 14 aprile 1957 – Los Angeles, 10 marzo 2007), è stato un comico e attore statunitense d'origini italiane.

## Biografia
Fattosi conoscere dal pubblico statunitense per le sue esibizioni di stand-up comedy, comparendo sovente da ospite al celeberrimo The Tonight Show (tanto l'edizione storica condotta da Johnny Carson quanto quella speciale condotta invece da Jay Leno), a oggi è rimasto famoso soprattutto per aver interpretato in qualità di protagonista la sitcom di breve vita Platypus Man (ispirato in parte dal suo stesso repertorio cabarettistico) e il personaggio di Charlie Schumaker - l'amico fraterno del protagonista Jim Carrey - in The Mask.

### La morte
Il 10 marzo del 2007 Jeni è stato trovato dalla sua fidanzata Amy Murphy a terra con una ferita alla testa e un revolver Colt Detective Special calibro 38 tra le mani. La ragazza chiamò subito i soccorsi e l'attore venne di corsa trasportato al  Medical Center di Los Angeles, dove morì subito dopo l'arrivo, a soli 50 anni.
Alcuni media americani, dichiararono che Jeni soffriva da tempo di schizofrenia e che da tempo assumeva forti antidepressivi, che gli causavano varie allucinazioni. La fidanzata ha inoltre dichiarato che lo sentì parlare da solo circa una settimana prima dell'accaduto, sentendo Jeni esclamare la frase "Basta premere il grilletto". Il suo corpo è stato sepolto nel cimitero Moravian di New Drop, New York.

## Filmografia parziale
- The Mask, regia di Chuck Russell (1994)
- Hollywood brucia (An Alan Smithee Film: Burn Hollywood Burn), regia di Arthur Hiller (1997)